# Wadicosa quadrifera
Wadicosa quadrifera är en spindelart som först beskrevs av Gravely 1924.  Wadicosa quadrifera ingår i släktet Wadicosa och familjen vargspindlar. Inga underarter finns listade i Catalogue of Life.